# Kazimir Károly

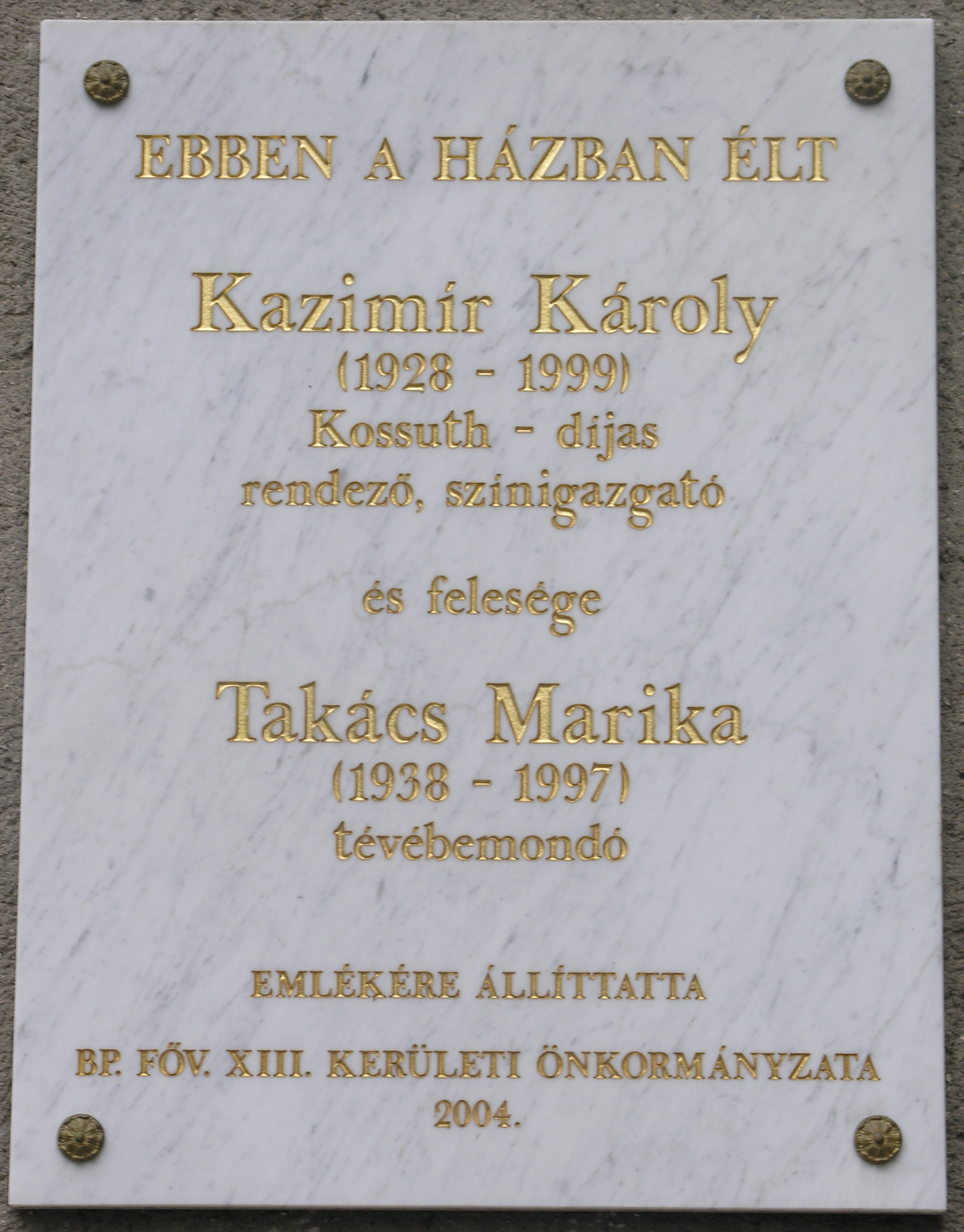
Kazimir Károly és Takács Mária emléktáblája Szent István park

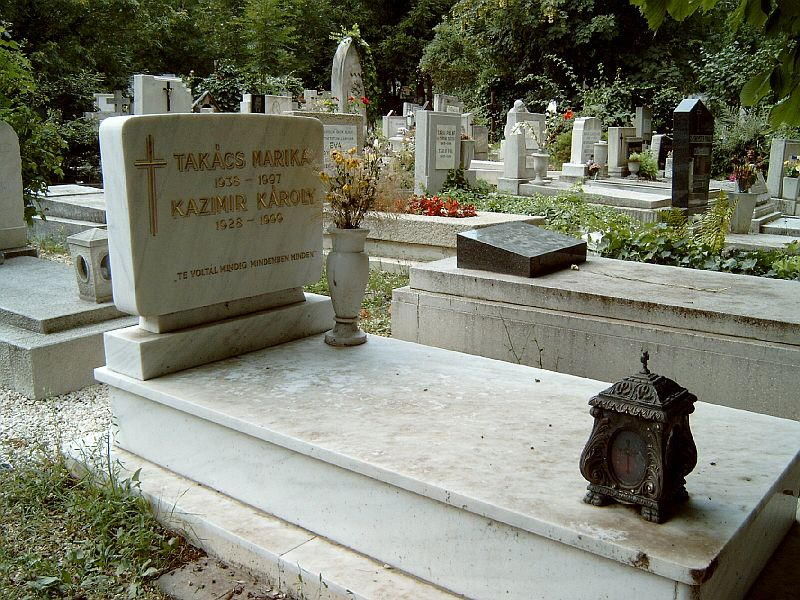
Kazimir Károly és Takács Mária sírja Budapesten, a Farkasréti temetőben

Kazimir Károly (Budapest, 1928. április 19. – Budapest, 1999. december 10.) Kossuth-díjas és kétszeres Jászai Mari-díjas magyar színházrendező, színigazgató, tanár, érdemes és kiváló művész.

## Életpálya
A második világháború után Szegeden Lehotay Árpád színiskoláját végezte el. 1945–1948 között színészként játszott vidéki színtársulatokban. 1948-ban vették fel, s 1953-ban végzett a Színház- és Filmművészeti Főiskola rendezői szakán.
1953–1955 között a Nemzeti Színházhoz szerződött. 1955-ben a miskolci Nemzeti Színház rendezője lett 1957-ig. 1957–1958-ban a Petőfi Színházban, 1958–1961 között a Vígszínházban rendezett. 1958-ban megalapította a Körszínházat. A Színház- és Filmművészeti Főiskolán 1959 óta tanított, 1987–1990 között a rektori tisztséget is betöltötte. A Thália Színház főrendezője lett 1961-ben, 1972–1991 között pedig igazgató-főrendezője volt. A Magyar Színházművészeti Szövetség főtitkára volt 1963–1986 között. Egészségi állapotára hivatkozva 1991-ben lemondott a Thália Színház igazgatói posztjáról. A rendezést is abbahagyta.
Felesége Takács Marika tévébemondó volt. Leányuk, Kazimir Anna Mária 13 évig volt szerkesztő-riporter, 2013 óta pedig a Katona József Színház sajtóreferense. Korábbi házasságából született lánya Kazimir Ágnes Zsuzsanna, akinek gyermekei közül Szabó Máté rendező, 2015. március 21-től 2016. március 31-ig a Miskolci Nemzeti Színház megbízott igazgatója. Testvére Éva.

## Színpadi rendezései

### Nemzeti Színház
- Sándor Kálmán: A senki városa

### Miskolci Nemzeti Színház
- Móricz Zsigmond: Légy jó mindhalálig
- Szophoklész: Antigoné
- Machiavelli: Mandragora
- Jacobi Viktor: Leányvásár
- Molnár Ferenc: Liliom

### Vígszínház
- Majakovszkij: A poloska[13]
- Mesterházi Lajos: A tizenegyedik parancsolat

### Körszínház
- Aiszkhülosz: Leláncolt Prométheusz
- Pierre Corneille: Cid
- Szophoklész: Antigoné
- Oidipusz király
- Iphigeneia Auliszban
- Énekek éneke
- Kalevala
- Karagöz
- Az Ezeregyéjszaka meséi
- Rámájana
- Gilgames-eposz
- Dekameron
- John Milton: Elveszett paradicsom
- Shakespeare: II. Richárd
- Troillus és Cressida
- Petőfi Sándor: Tigris és hiéna
- Dante Alighieri – Weöres Sándor: Isteni színjáték
- Csúsingura avagy A hűséges szolgák kincsesháza[14]
- Lope de Vega: A magyarországi fenevad
- Longfellow: Hiawatha

### Thália Színház
- Fejes Endre: Mocorgó
- Katona József: Bánk bán
- Kellér Andor: Bal négyes páholy
- Bertolt Brecht: Állítsátok meg Arturo Uit!
- Thomas Mann: Fiorenza
- Thomas Mann: Mario és a varázsló
- Osztrovszkij: Vihar
- William Shakespeare: II. Richárd
- Kafka–Gide: A per
- Sartre: Az ördög és a Jóisten
- Samuel Beckett: Godot-ra várva
- Mesterházy Lajos: Pesti emberek
- Fejes Endre: Rozsdatemető
- Örkény István: Tóték
- Henry Wadsworth Longfellow: Haiwata
- Platón–Komoróczy Géza: Énekek éneke
- Mihail Bulgakov–Elbert János: Mester és Margarita
- Lázár Ervin: Négyszögletű kerek erdő
- Cseres Tibor: Parázna szobrok
- Maurice Maeterlinck: A kék madár
- Csingiz Ajtmatov–Elbert János: Az évszázadnál hosszabb ez a nap
- Lev Tolsztoj–Erwin Piscator: Háború és béke
- Békeffi László–Szilágyi György: Volt egyszer egy Városliget
- Boccaccio: Dekameron
- Iszaak Babel: Alkony
- Szépasszonyok egy gazdag házban
- Molière: Versailles-i rögtönzés
- Molière: Gömböc úr
- Peter Karvaš: Gyönyörök kedden éjfél után
- Weöres Sándor: Holdbéli csónakos

### Budapesti Kamara Színház
- Fehér Klára: Ez az ország eladó

## Tévéfilmek
- Örökzöld fehérben feketében 2. (1974)
- Ady-novellák (1977)

## Könyvei
- Petőfi a Körszínházban (1968)
- A népművelő színház (1972)
- Világirodalom a Körszínházban (1975)
- Színházi műhely: három rendezőpéldány (1975)[15]
- Színház a Városligetben és egyéb történetek (1986)
- És mi lesz a színházzal? (1987)[16]
- Színházi mesék, Páholyon kívül (1990)
- Thália örök (önéletrajz Koltay Gábor portréfilmje alapján 70. születésnapjára, 1998)[17]

## Díjai
- Jászai Mari-díj (1956, 1962)
- SZOT-díj (1964)
- Kossuth-díj (1965)
- Érdemes művész (1970)
- Kiváló művész (1978)
- XIII. kerület díszpolgára (2000) /posztumusz/